# Cinco (Virginia Occidental)
Cinco es un área no incorporada ubicada dentro del Distrito 1, una división civil menor del condado de Kanawha, Virginia Occidental, Estados Unidos. Está catalogada como un asentamiento humano por la Junta de Nombres Geográficos de los Estados Unidos.
El número de identificación (ID) asignado por el Servicio Geológico de Estados Unidos es 1554136.

## Geografía
Se encuentra a una altitud de 212 metros sobre el nivel del mar (696 pies) según el conjunto de datos de elevación nacional.